# Bahnstrecke Wendlingen (Neckar)–Oberlenningen
| Streckennummer (DB): | 4610 4612 (alte Trasse in Kirchheim)                            |                                                     |                                                     |
| Kursbuchstrecke (DB): | 790.1 (bis Kirchheim (Teck)) 790.64 (ab Kirchheim (Teck))       |                                                     |                                                     |
| Kursbuchstrecke: | 325a (1946) 325b (Kirchheim (Teck) – Kirchheim (Teck) Süd 1946) |                                                     |                                                     |
| Streckenlänge: | 17,422 km                                                       |                                                     |                                                     |
| Spurweite: | 1435 mm (Normalspur)                                            |                                                     |                                                     |
| Streckenklasse: | D4                                                              |                                                     |                                                     |
| Stromsystem: | bis Kirchheim (Teck): 15 kV 16,7 Hz ~                           |                                                     |                                                     |
| Streckengeschwindigkeit: | 100 km/h                                                        |                                                     |                                                     |
| |                                                                 |                                                     |                                                     |
| \| \| \| von Plochingen \| \| \| \| 0,000 \| Wendlingen (Neckar) \| Wendlingen (Neckar) \| \| \| \| nach Immendingen \| \| \| \| \| nach Wendlingen Rübholz \| \| \| \| \| EnBW-Umspannwerk Wendlingen \| \| \| \| 3,858 \| Kirchheim (Teck)-Ötlingen (seit 1975) \| Kirchheim (Teck)-Ötlingen (seit 1975) \| \| \| \| \| \| \| \| 4,30 \| Kirchheim (Teck)-Ötlingen (bis 1975) \| Kirchheim (Teck)-Ötlingen (bis 1975) \| \| \| \| Verbindungsstrecke für den Güterverkehr (1975–19xx) \| \| \| \| \| Transformatoren Union AG \| \| \| \| \| Eisengießerei Grüninger & Prem \| \| \| \| 6,465 \| Kirchheim (Teck) (seit 1975) \| Kirchheim (Teck) (seit 1975) \| \| \| 6,00 \| Kirchheim (Teck) (1899–1975) \| Kirchheim (Teck) (1899–1975) \| \| \| \| \| \| \| \| 6,110 \| Kirchheim u. Teck (1864–1899) \| Kirchheim u. Teck (1864–1899) \| \| \| \| Lauter \| \| \| \| 7,064 \| Kirchheim (Teck) Süd \| Kirchheim (Teck) Süd \| \| \| 7,0+70,437,2+80,00 \| Fehllänge 209,57 \| Fehllänge 209,57 \| \| \| \| Flanschenfabrik Max Weise \| \| \| \| \| nach Weilheim (Teck) \| \| \| \| \| Schnellfahrstrecke Wendlingen–Ulm \| \| \| \| 8,30 \| Ausweichanschlussstelle Schrott Bosch \| Ausweichanschlussstelle Schrott Bosch \| \| \| \| Mosolf \| \| \| \| 9,959 \| Dettingen (Teck) \| Dettingen (Teck) \| \| \| 13,287 \| Owen (Teck) (ehemals Bahnhof) \| Owen (Teck) (ehemals Bahnhof) \| \| \| 14,832 \| Brucken \| Brucken \| \| \| 15,943 \| Unterlenningen \| Unterlenningen \| \| \| \| Papierfabrik Scheufelen \| \| \| \| 17,422 \| Oberlenningen \| Oberlenningen \| |                                                                 |                                                     |                                                     |
| Strecke |                                                                 | von Plochingen                                      | von Plochingen                                      |
| Bahnhof | 0,000                                                           | Wendlingen (Neckar)                                 | Wendlingen (Neckar)                                 |
| Abzweig geradeaus und nach rechts |                                                                 | nach Immendingen                                    | nach Immendingen                                    |
| Abzweig geradeaus und nach rechts |                                                                 | nach Wendlingen Rübholz                             | nach Wendlingen Rübholz                             |
| Abzweig geradeaus und ehemals von links |                                                                 | EnBW-Umspannwerk Wendlingen                         | EnBW-Umspannwerk Wendlingen                         |
| Bahnhof | 3,858                                                           | Kirchheim (Teck)-Ötlingen (seit 1975)               | Kirchheim (Teck)-Ötlingen (seit 1975)               |
| Strecke von links · Abzweig ehemals geradeaus und nach rechts |                                                                 |                                                     |                                                     |
| Strecke · Bahnhof (Strecke außer Betrieb) | 4,30                                                            | Kirchheim (Teck)-Ötlingen (bis 1975)                | Kirchheim (Teck)-Ötlingen (bis 1975)                |
| Abzweig geradeaus und ehemals nach links · Abzweig geradeaus und von rechts (Strecke außer Betrieb) |                                                                 | Verbindungsstrecke für den Güterverkehr (1975–19xx) | Verbindungsstrecke für den Güterverkehr (1975–19xx) |
| Strecke · Abzweig geradeaus und nach rechts (Strecke außer Betrieb) |                                                                 | Transformatoren Union AG                            | Transformatoren Union AG                            |
| Strecke · Abzweig geradeaus und nach rechts (Strecke außer Betrieb) |                                                                 | Eisengießerei Grüninger & Prem                      | Eisengießerei Grüninger & Prem                      |
| Bahnhof · Strecke (außer Betrieb) | 6,465                                                           | Kirchheim (Teck) (seit 1975)                        | Kirchheim (Teck) (seit 1975)                        |
| Strecke · Bahnhof (Strecke außer Betrieb) | 6,00                                                            | Kirchheim (Teck) (1899–1975)                        | Kirchheim (Teck) (1899–1975)                        |
| Abzweig geradeaus und ehemals von links · Abzweig geradeaus und nach rechts (Strecke außer Betrieb) |                                                                 |                                                     |                                                     |
| Strecke · Kopfbahnhof Streckenende (Strecke außer Betrieb) | 6,110                                                           | Kirchheim u. Teck (1864–1899)                       | Kirchheim u. Teck (1864–1899)                       |
| Brücke über Wasserlauf |                                                                 | Lauter                                              | Lauter                                              |
| Haltepunkt / Haltestelle | 7,064                                                           | Kirchheim (Teck) Süd                                | Kirchheim (Teck) Süd                                |
| Kilometer-Wechsel | 7,0+70,437,2+80,00                                              | Fehllänge 209,57                                    | Fehllänge 209,57                                    |
| Abzweig geradeaus und ehemals nach links |                                                                 | Flanschenfabrik Max Weise                           | Flanschenfabrik Max Weise                           |
| Abzweig geradeaus und ehemals nach links |                                                                 | nach Weilheim (Teck)                                | nach Weilheim (Teck)                                |
| Kreuzung mit Tunnelstrecke |                                                                 | Schnellfahrstrecke Wendlingen–Ulm                   | Schnellfahrstrecke Wendlingen–Ulm                   |
| Abzweig geradeaus und ehemals von rechts | 8,30                                                            | Ausweichanschlussstelle Schrott Bosch               | Ausweichanschlussstelle Schrott Bosch               |
| Abzweig geradeaus und ehemals von rechts |                                                                 | Mosolf                                              | Mosolf                                              |
| Bahnhof | 9,959                                                           | Dettingen (Teck)                                    | Dettingen (Teck)                                    |
| Haltepunkt / Haltestelle | 13,287                                                          | Owen (Teck) (ehemals Bahnhof)                       | Owen (Teck) (ehemals Bahnhof)                       |
| Haltepunkt / Haltestelle | 14,832                                                          | Brucken                                             | Brucken                                             |
| Haltepunkt / Haltestelle | 15,943                                                          | Unterlenningen                                      | Unterlenningen                                      |
| Abzweig geradeaus und ehemals von rechts |                                                                 | Papierfabrik Scheufelen                             | Papierfabrik Scheufelen                             |
| Kopfbahnhof Streckenende | 17,422                                                          | Oberlenningen                                       | Oberlenningen                                       |

Die Bahnstrecke Wendlingen (Neckar)–Oberlenningen ist eine normalspurige, teilweise elektrifizierte Nebenbahn in Baden-Württemberg. Die eingleisige Strecke zweigt in Wendlingen (Neckar) von der Bahnstrecke Plochingen–Immendingen ab und führt über Kirchheim (Teck) nach Oberlenningen. Im Kursbuch der Deutschen Bahn hat sie bis Kirchheim (Teck) die Nummer 790.1 und ab dort die Nummer 790.64. Letzterer Teilabschnitt wird nach dem Teckberg auch als Teckbahn oder Kleine Teckbahn bezeichnet, der Abschnitt bis Kirchheim (Teck) als Große Teckbahn. Zwischen den 1990er Jahren und 2009 wurde hingegen noch die Gesamtstrecke Teckbahn genannt.

## Geschichte

### Bis zur Elektrifizierung

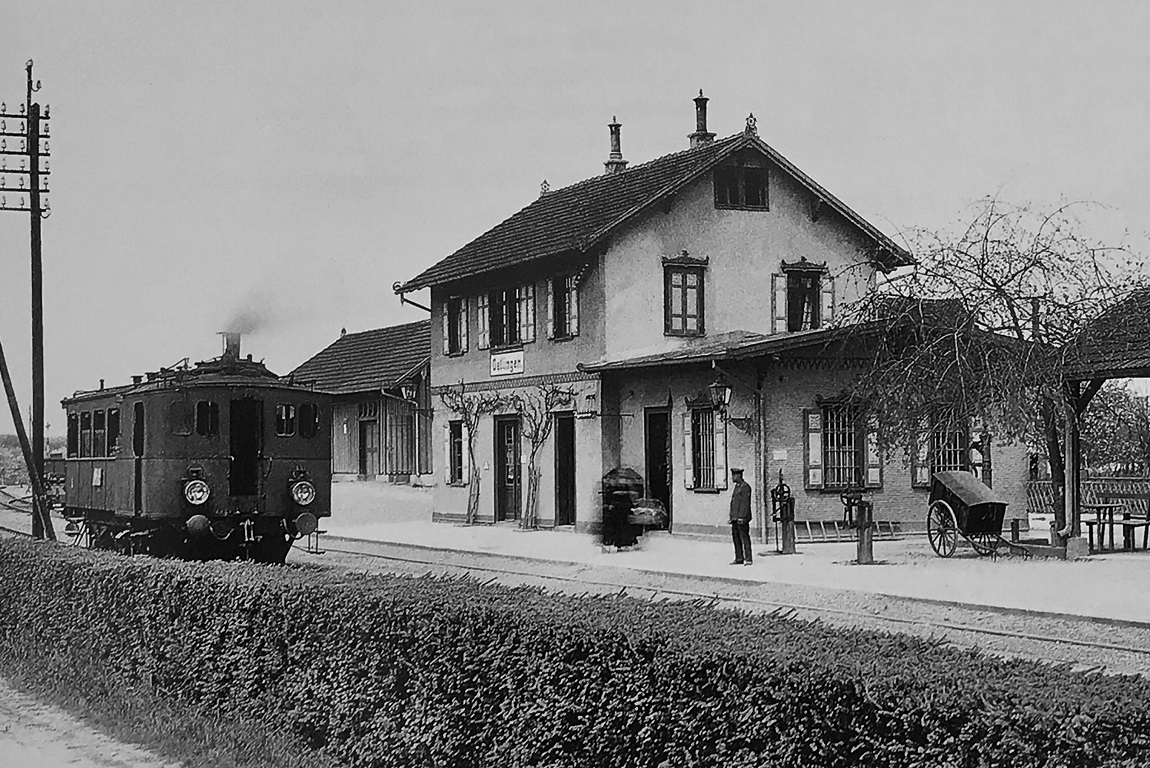
Bahnhof Ötlingen mit Kittel-Dampftriebwagen, 1910

Der 6,11 Kilometer lange Abschnitt von Wendlingen (damals Unterboihingen) über Ötlingen nach Kirchheim u. Teck wurde am 21. September 1864 als erste Privatbahn in Württemberg in Betrieb genommen. Konzessionierter Betreiber war die Kirchheimer Eisenbahn-Gesellschaft. Mit Wirkung zum 1. Januar 1899 übernahmen die Königlich Württembergischen Staats-Eisenbahnen die Bahn, welche am 1. Oktober desselben Jahres die Verlängerung bis Oberlenningen in Betrieb nahmen. Hierzu musste das Kirchheimer Empfangsgebäude, welches sich ursprünglich – als klassischer Kopfbahnhof – in Stirnlage hinter den Prellböcken befand, um 90 Grad gedreht und etwas nach Westen versetzt werden.
Am 15. September 1908 eröffneten die Königlich Württembergischen Staats-Eisenbahnen zusätzlich eine Zweigstrecke von Kirchheim nach Weilheim.
Bereits in der Zwischenkriegszeit existierten Pläne, die Bahnstrecke zwischen dem Ötlinger Ortseingang und der Station Kirchheim (Teck) Süd um einige hundert Meter nach Süden zu verlegen, um zusätzliche Siedlungs- und Gewerbefläche zu erhalten sowie den ungünstig in Kurvenlage gelegenen alten Kirchheimer Bahnhof auflassen zu können. Hierzu wurde bereits 1939 ein neues Empfangsgebäude in Ötlingen fertiggestellt, aber nicht eröffnet. Letztlich verhinderte der im gleichen Jahr ausgebrochene Zweite Weltkrieg die weitere Umsetzung dieser Pläne.
Erst zum Fahrplanwechsel am 26. September 1975 konnte die Strecke wie geplant weiträumig verschwenkt werden, gleichzeitig erhielten Kirchheim (Teck) und Ötlingen jeweils ihre neuen Bahnhöfe. Somit ging auch das Ötlinger Empfangsgebäude von 1939 nach 36 Jahren ohne Nutzung in Betrieb. Auf dem Gelände des alten Kirchheimer Bahnhofs entstand das 1978 eröffnete Einkaufszentrum Teck-Center, die aufgegebene Trasse wurde unter anderem durch die verlegte Stuttgarter Straße überbaut. Jedoch konnte nicht die gesamte alte Strecke aufgelassen werden, weil in diesem Bereich noch das Anschlussgleis der Eisengießerei Grüninger & Prem bedient werden musste. Da aber in Ötlingen auf der alten Trasse die Auffahrtsrampe der neuen Brücke im Zuge der Lindorfer Straße errichtet werden sollte, musste dort zusätzlich noch eine kurze Verbindungsstrecke für den Güterverkehr gebaut werden. Diese ist mittlerweile wieder stillgelegt und abgebaut.
Zum 1. Oktober 1993 wurde die Strecke in den Verkehrs- und Tarifverbund Stuttgart (VVS) integriert und von diesem fortan als Linie R 81 bezeichnet. In Folge des zum 1. Januar 1996 in Kraft getretenen Regionalisierungsgesetzes übernahm zunächst die Nahverkehrsgesellschaft Baden-Württemberg (NVBW) die Funktion des ÖPNV-Aufgabenträgers für die Strecke. Infolgedessen wurde das Angebot ausgeweitet und umstrukturiert. Seit 1997 sind die Fahrzeiten in Wendlingen (Neckar) strikt auf die Regional-Express-Züge von und nach Stuttgart ausgerichtet, in Kirchheim (Teck) wurde im Rahmen der Umsetzung des Integralen Taktfahrplans ein sogenannter Nullknoten eingerichtet, der optimale Anschlüsse zwischen Schiene und Bus ermöglicht. Hierfür war der Ersatz der bis dahin eingesetzten Lokomotiven der Baureihe 212 mit 1350 PS durch leistungsstärkere Maschinen der Baureihe 218 mit 2500 PS erforderlich, die jedoch wegen ihrer Lärmentwicklung massive Anwohnerproteste hervorriefen. Erst der Einsatz von Triebwagen der Baureihe 627.0 des Bahnbetriebswerks Tübingen an Wochenenden erzielte eine gewisse Entlastung.
In den frühen 2000er Jahren kamen schließlich die ersten Triebwagen der Baureihe 650 auf die Strecke. Sie fuhren anfangs im Wechsel mit lokomotivbespannten Zügen, die aus drei n-Wagen bestanden. Die Fahrzeuge wurden von der DB ZugBus Regionalverkehr Alb-Bodensee (RAB) gestellt. Hierbei wurde bis Kirchheim (Teck) zweimal stündlich und von dort bis nach Oberlenningen einmal stündlich gefahren. Bis zur Elektrifizierung der Strecke wurden die Züge außerdem teilweise nach Plochingen durchgebunden.

### Seit der Elektrifizierung

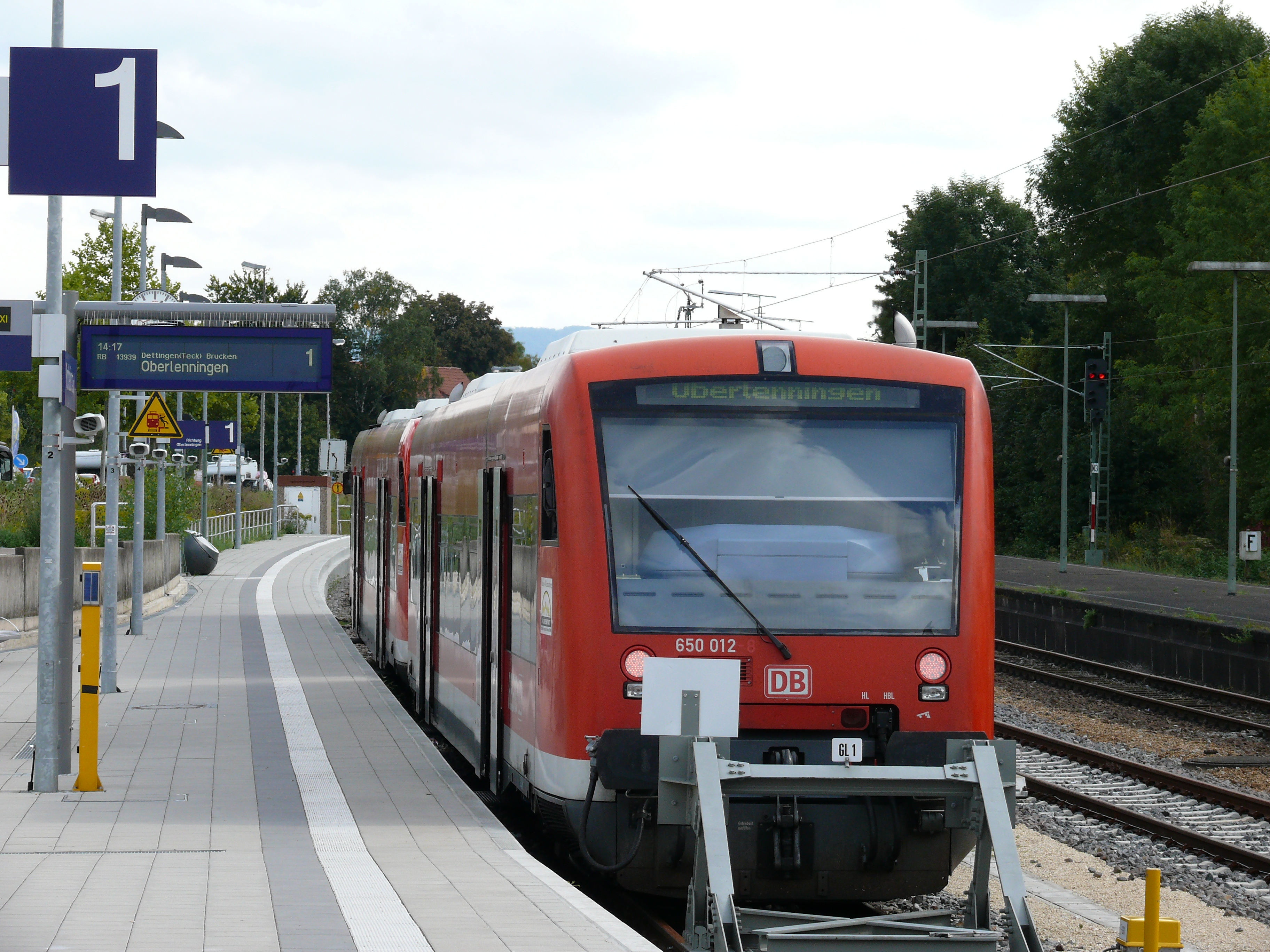
Triebwagen der Baureihe 650 in Kirchheim (Teck)

Die Forderungen zur Integration der Teckbahn in das Stuttgarter S-Bahn-Netz und damit zur Verlängerung der Linie S1 bis Kirchheim (Teck) bestanden bereits seit langem. Nach mehrjährigen Planungen konnte schließlich der Verband Region Stuttgart (VRS), der damals die Aufgabenträgerschaft von der NVBW übernahm, mit der Deutschen Bahn AG Anfang 2008 einen Bau- und Finanzierungsvertrag abschließen. Danach wurde die Strecke bis Kirchheim (Teck) zwischen Juli 2008 und dem Fahrplanwechsel am 13. Dezember 2009 elektrifiziert und modernisiert, wobei zwei Streckensperrungen jeweils in den Sommerferien notwendig waren. In Wendlingen (Neckar) wurde eine zweigleisige Ausfädelung aus der Bahnstrecke Plochingen–Immendingen geschaffen, da sich dort die S-Bahnen in der Regel kreuzen, und damit sie an Richtungsbahnsteigen halten können. Zur Abstellung der Züge wurde in Kirchheim eine neue Abstellanlage geschaffen.
Der umfangreiche Güterverkehr auf der Strecke endete 2018. Bis dahin fuhren die Züge mehrmals täglich zur Papierfabrik Scheufelen nach Oberlenningen und mehrmals wöchentlich zu einem Schrotthändler nach Dettingen unter Teck. Der Oberlenninger Güterbahnhof war – für eine Nebenbahn – relativ groß. Dort war eine eigene Rangierlokomotive der Baureihe V 60 stationiert, um neue Züge zusammenzustellen. Mit der Insolvenz der Firma Scheufelen wurde der Güterverkehr weitgehend eingestellt. Er wurde zuletzt ausschließlich mit Diesellokomotiven der Baureihe 294 abgewickelt. Die zuvor verwendete Baureihe 218 wurde seit dem 11. Dezember 2009 nicht mehr planmäßig eingesetzt. Mit der Einstellung des Güterverkehrs zur Papierfabrik entfiel auch die dreistündige Taktlücke am Vormittag, die von Omnibussen der parallel verlaufenden Linie 177 überbrückt wurde. Heute fahren nur noch bedarfsweise Güterzüge zum Schrotthändler, dessen Anschlussgleis zwischen Kirchheim Süd und Dettingen liegt. Zum Umsetzen der Lokomotive muss aber dennoch bis Oberlenningen gefahren werden, da es zwischen Kirchheim und Oberlenningen keine Zwischenstation mit Weichen mehr gibt.
Die Bahnsteige im Bahnhof Oberlenningen und an den Haltepunkten Kirchheim (Teck) Süd, Dettingen (Teck), Owen (Teck), Brucken und Unterlenningen wurden inzwischen neu errichtet. Dazu wurde die Strecke im Sommer 2022 mehrfach für einige Tage gesperrt. In die Modernisierung der Stationen Kirchheim (Teck) Süd, Dettingen (Teck), Owen (Teck), Brucken, Unterlenningen und Oberlenningen wurden insgesamt 9,7 Millionen Euro investiert. Darüber hinaus sollen Bahnübergänge erneuert werden.

### Planungen

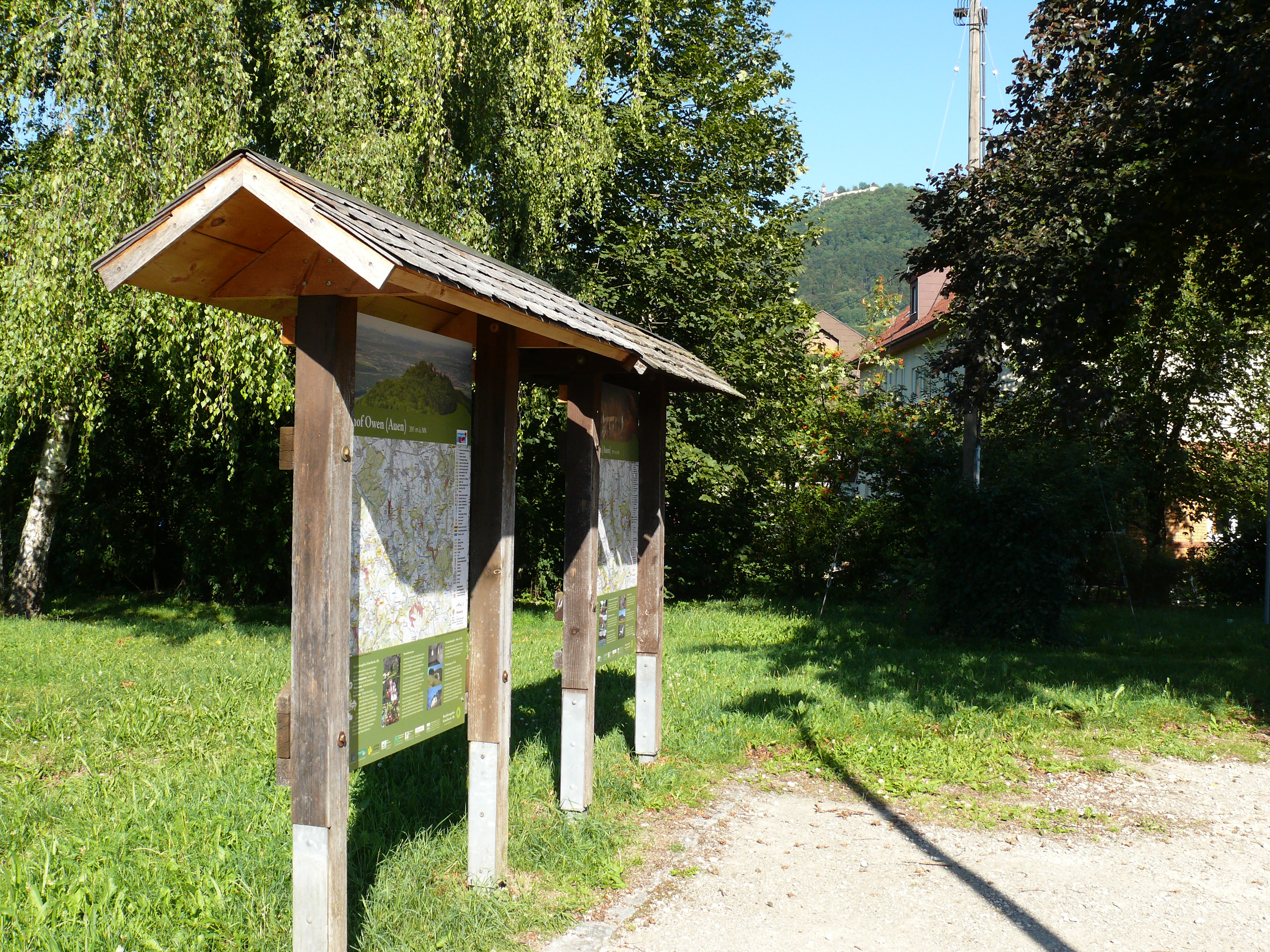
Wanderkarten und Burg Teck am Haltepunkt Owen (Teck)

Die Strecke von Kirchheim (Teck) bis Oberlenningen soll ebenfalls modernisiert werden, um bessere Anschlüsse an die S-Bahn herstellen zu können. Hierzu gehören die Anhebung der Höchstgeschwindigkeit und die technische Sicherung von Bahnübergängen. Konkrete Planungen gab es 2017 noch nicht.
DB Netz plant, durch eine Reihe in den Jahren 2022 bis 2032 geplante Maßnahmen die zulässige Geschwindigkeit von bislang 20 bis 60 km/h auf 40 bis 80 km/h zu erhöhen. Zwischen 2023 und 2029 sollen mehr als zehn Bahnübergänge zwischen Kirchheim (Teck) und Oberlenningen modernisiert werden. Im Sommer 2023 wurden fünf Brücken bzw. Bahnübergänge in Unterlenningen erneuert.
Bis Kirchheim (Teck) soll die Strecke bis 2030 in den Digitalen Knoten Stuttgart integriert und dabei mit Digitalen Stellwerken, ETCS und automatisiertem Fahrbetrieb ausgerüstet werden. Nach späteren Angaben soll die Strecke nunmehr ab 2031 mit ETCS Level 2 ohne Signale ausgerüstet werden.
Im März 2022 stimmte der Verkehrsausschuss des Verbands Region Stuttgart für eine Machbarkeitsstudie über einen Halbstundentakt und einer Elektrifizierung der Kleinen Teckbahn. Die Studie wurde Mitte 2023 ausgeschrieben. Untersucht werden soll insbesondere eine Elektrifizierung der Strecke, eine Verdichtung zum Halbstundentakt, eine Fahrzeitverkürzung sowie eine Verlängerung von Kirchheim (Teck) nach Weilheim (Teck). Die Studie geht von einer baulichen Umsetzung ab 2031 aus. Untersucht wurden letztlich drei Varianten: die Fortführung eines Pendelverkehrs zwischen Kirchheim (Teck) und Oberlenningen, ein „Übereckpendel“ zwischen Oberlenningen und Weilheim (Teck) sowie eine S-Bahn mit Zugteilung in Kirchheim (Teck). Auf der Grundlage einer früheren Studie war jeweils eine Elektrifizierung zwischen Kirchheim und Oberlenningen unterstellt worden. Als vorzugswürdig erwies sich die dritte Variante, in der S-Bahn-Kurzzüge jeweils weiter nach Oberlenningen und Weilheim fahren sollen. Bei erwarteten Gesamtkosten von 229 Millionen Euro (zum Preisstand von 2023) wird ein Nutzen-Kosten-Faktor von 1,44 erwartet. Vorgeschlagen wird ein Drei-Stufen-Konzept, in dessen Rahmen zunächst der Abschnitt bis Oberlenningen elektrifiziert, anschließend insbesondere die Weilheimer Bahn (nach S-Bahn-Standard) reaktiviert und schließlich die Kleine Teckbahn ebenfalls auf S-Bahn-Standard gebracht werden soll. Die Ergebnisse der Studie wurden im Juni 2024 vorgestellt. Auf der Grundlage der Ergebnisse soll der VRS nunmehr Gespräche mit dem Fördergeber, dem Landkreis, den Kommunen und der Deutschen Bahn aufnehmen. Das Vorhaben steht insbesondere unter dem Vorbehalt einer besseren Betriebsqualität, wie sie im Rahmen des Digitalen Knotens Stuttgart erwartet wird.

### Potenzielle Südumfahrung Wendlingens
Der Verband Region Stuttgart erwägt, die Strecke zukünftig über einen Tunnel zur Güterzuganbindung zu führen, um Wendlingen südlich zu umfahren und die Strecke durch die Stadt anschließend zurückzubauen. Die Strecke würde von Kirchheim kommend im Osten von Wendlingen nach Süden schwenken und in einem 1,6 Kilometer langen Tunnel Wendlingen-Unterboihingen südöstlich umfahren. In einer ersten Baustufe würde die Strecke eingleisig die Autobahn unterqueren und dann westlich des Albvorlandtunnels oberirdisch in die Güterzuganbindung einmünden, die nach Wendlingen führt. Eine zweite Baustufe sieht ein zweites Gleis für die Fahrtrichtung Wendlingen–Kirchheim vor, um die Strecke höhenfrei aus der Strecke Plochingen–Immendingen auszufädeln. Dieses Gleis würde im Bahnhof Wendlingen beginnen, die Strecke Plochingen–Immendingen unterqueren und im Tunnel südlich an Wendlingen-Unterboihingen vorbeiführen, um südöstlich des Stadtteils in das an das Gleis der ersten Baustufe einzumünden. Für eine optionale Express-S-Bahn ist eine etwa 300 Meter lange Gleisverbindung zwischen der Großen Wendlinger Kurve und der Güterzuganbindung vorgesehen. Eine Verknüpfung der Schnellfahrstrecke Stuttgart–Wendlingen und der Strecke nach Kirchheim (Teck) unter Nutzung der Großen Wendlinger Kurve und der Güterzuganbindung wurde im Januar 2018 als eine von mehreren Varianten für eine S-Bahn-Achse von Böblingen über den Flughafen ins Neckartal zur weiteren Berücksichtigung empfohlen. Die bereits im Regionalverkehrsplan berücksichtigte Variante lasse, bei Investitionskosten von 400 bis 500 Millionen Euro, täglich 5.100 neue Fahrgäste im öffentlichen Verkehr erwarten. Beim Bau der Großen Wendlinger Kurve soll in deren Fester Fahrbahn dafür eine Weichentragplatte vorgesehen werden, um die Anbindung ohne längere Betriebsunterbrechung realisieren zu können. Die 2021 ins Amt kommende grün-schwarze Koalition spricht sich in ihrem Koalitionsvertrag für eine „Filderspange mit Anbindung von Kirchheim (Teck)“ aus.

## Betrieb
Zwischen Wendlingen und Kirchheim (Teck) verkehrt halbstündlich Linie S1 der S-Bahn Stuttgart, auf der Elektrotriebwagen der Baureihe 430 zum Einsatz kommen. Dieser Streckenabschnitt ist elektrifiziert und für eine Höchstgeschwindigkeit von 100 km/h ausgebaut. Im weiteren Verlauf ist die Höchstgeschwindigkeit größtenteils auf 60 bis 80 km/h begrenzt, im Bereich mehrerer nicht-technisch gesicherter Bahnübergänge auf 20 km/h.
Ab Kirchheim (Teck) besteht ein Stundentakt mit der Linie RB 64 (bis Dezember 2019 R 81). Die Linie ist in Verantwortung des VRS und wird von DB Regio betrieben, die bis zu drei Dieseltriebwagen der Baureihe 650 in Mehrfachtraktion einsetzt. Es stehen dabei vier Triebwagen zur Verfügung, die organisatorisch zur S-Bahn Stuttgart gehören und im Bahnbetriebswerk Plochingen beheimatet sind.
Seit Dezember 2024 erbringt die Württembergische Eisenbahn-Gesellschaft für zunächst fünf Jahre den Betrieb als Unterauftragnehmerin und mietet dazu die bereits bisher eingesetzten Fahrzeuge.
Bis Kirchheim (Teck) ist die Bahnstrecke mit Lichtsignalen ausgerüstet, die aus zwei Stellwerken in Wendlingen (Neckar) und Kirchheim (Teck) gesteuert werden. Der Abschnitt Kirchheim (Teck)–Oberlenningen wird im Zugleitbetrieb betrieben.

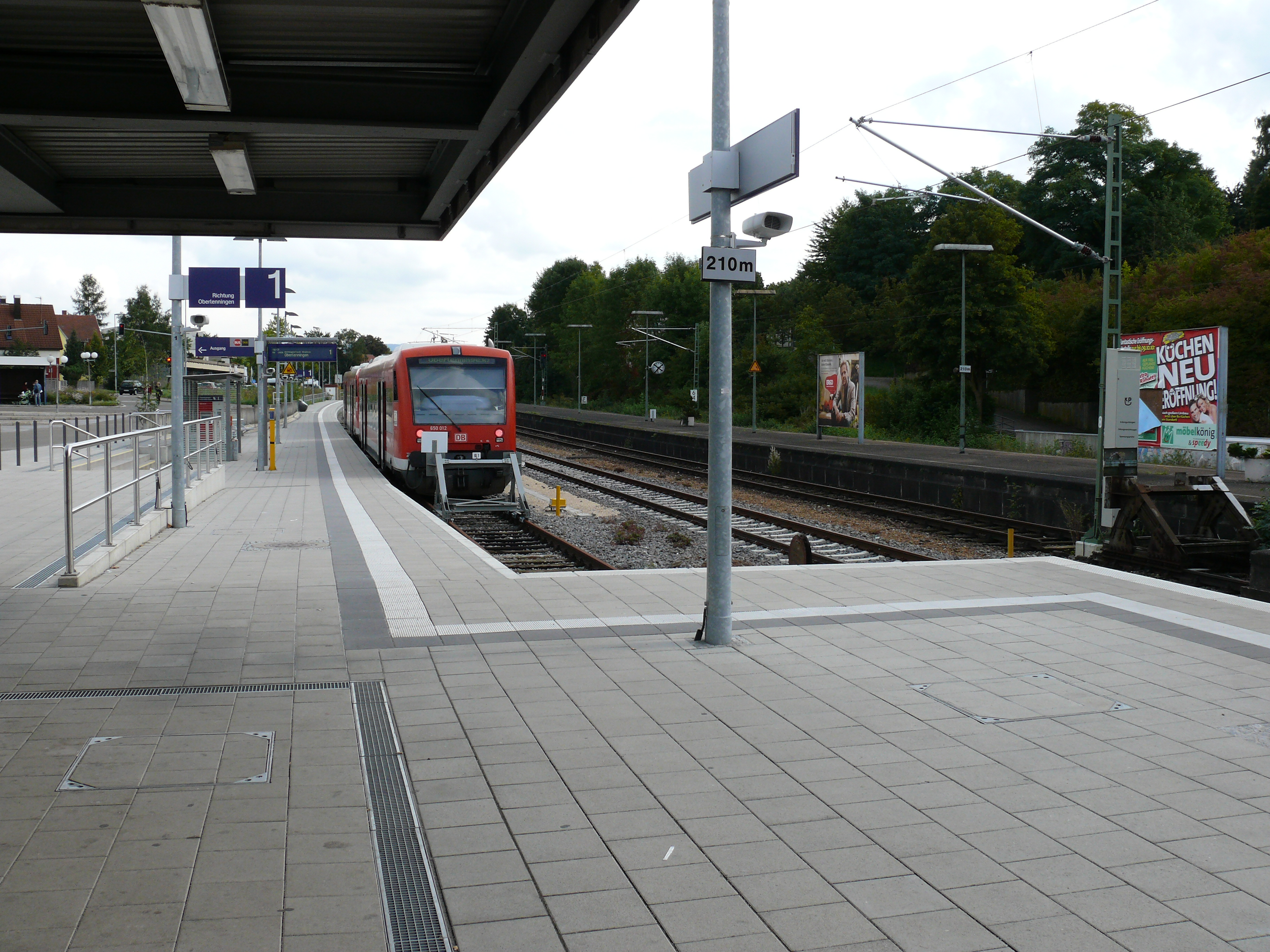
Bahnhof Kirchheim (Teck)
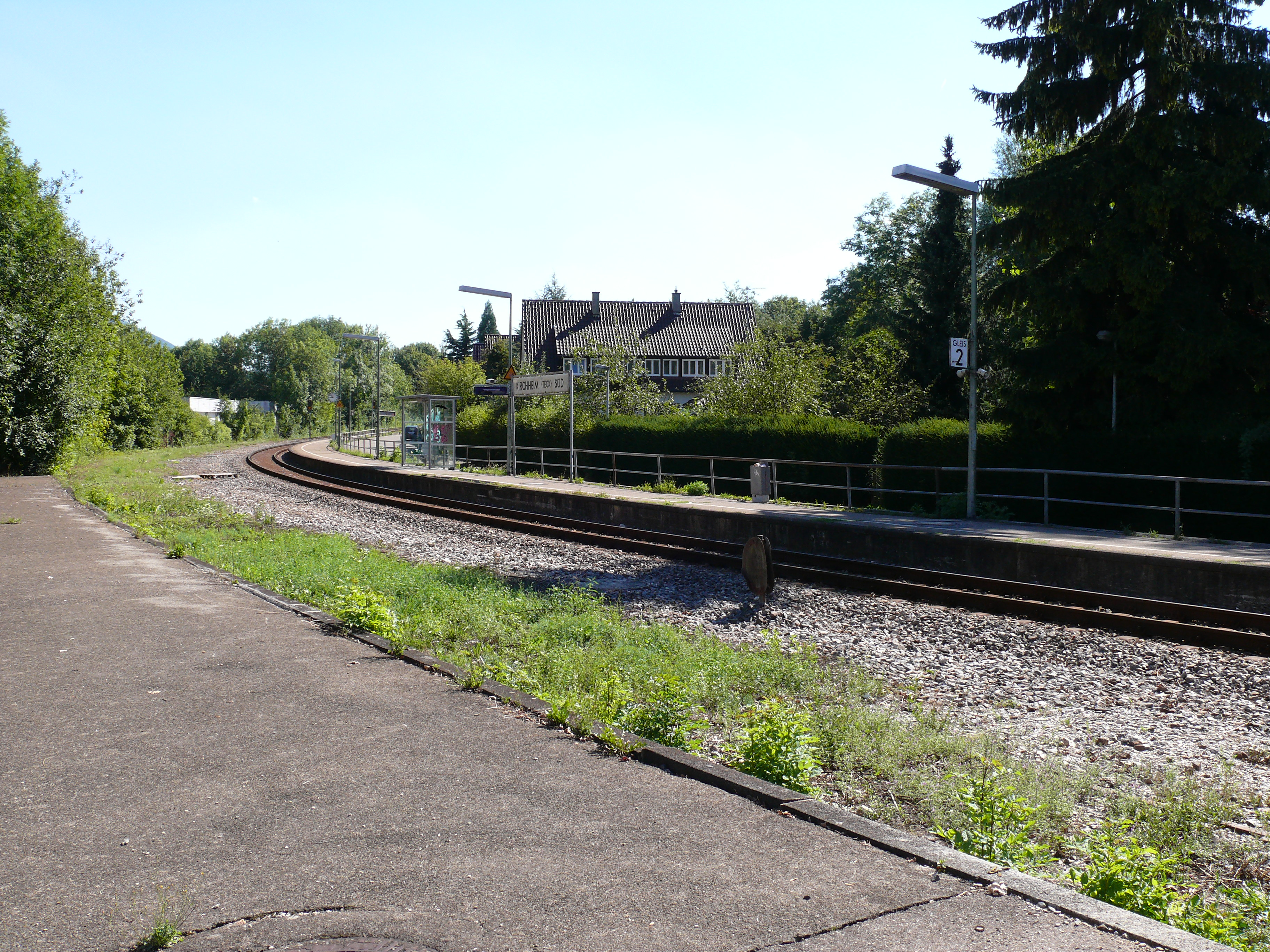
Haltepunkt Kirchheim (Teck) Süd
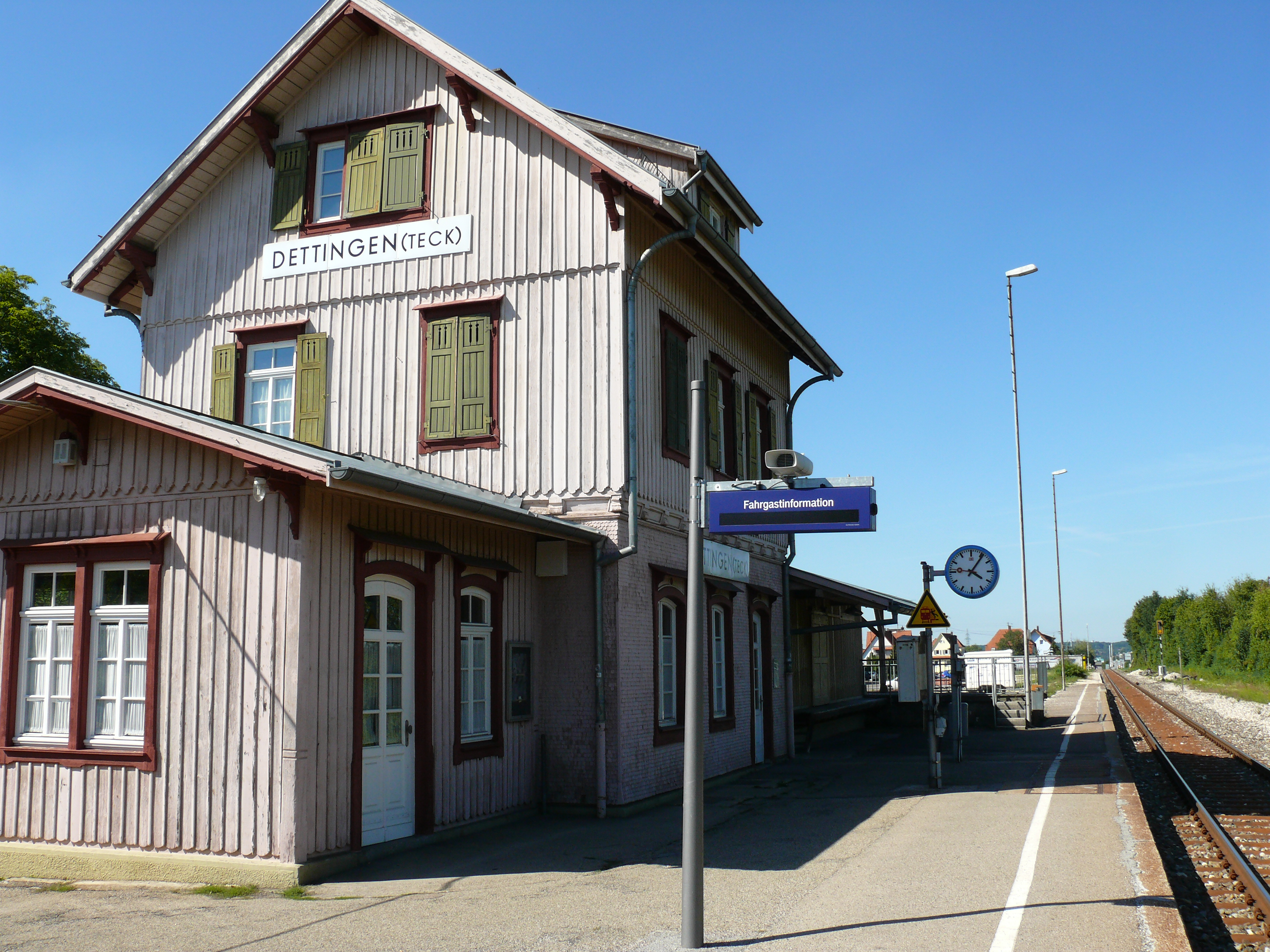
Bahnhof Dettingen (Teck)
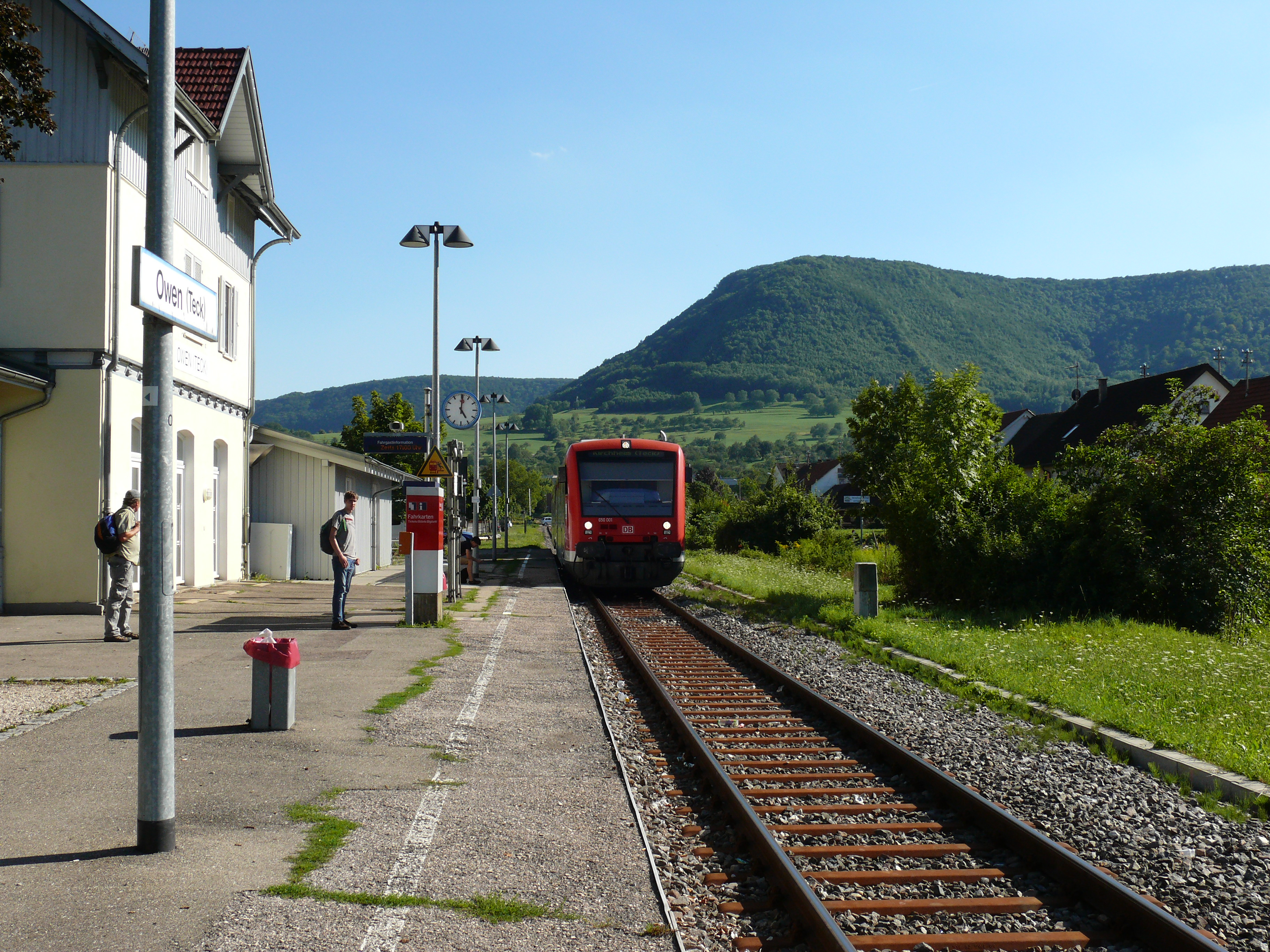
Haltepunkt Owen (Teck), ehemals Bahnhof
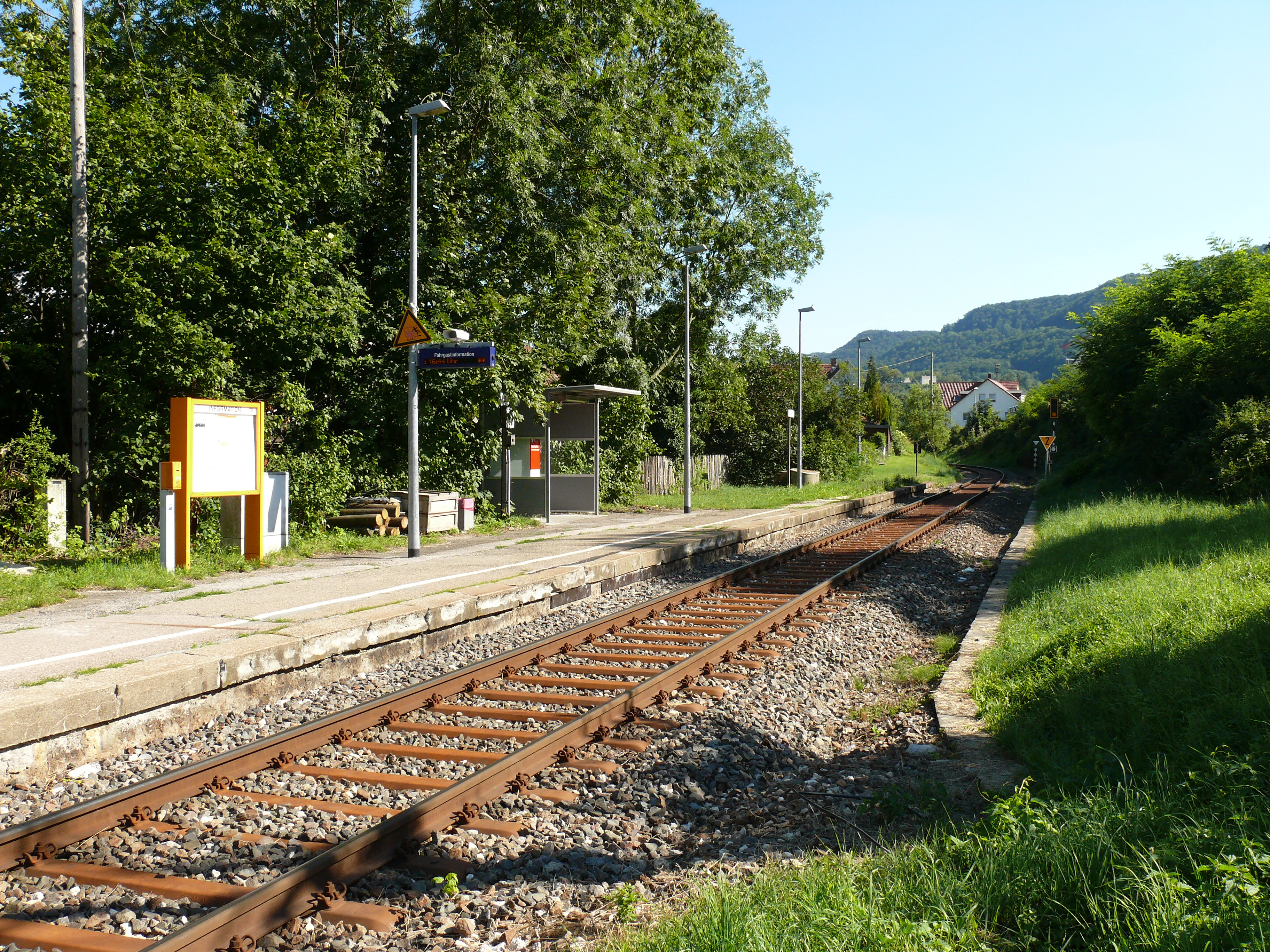
Haltepunkt Brucken
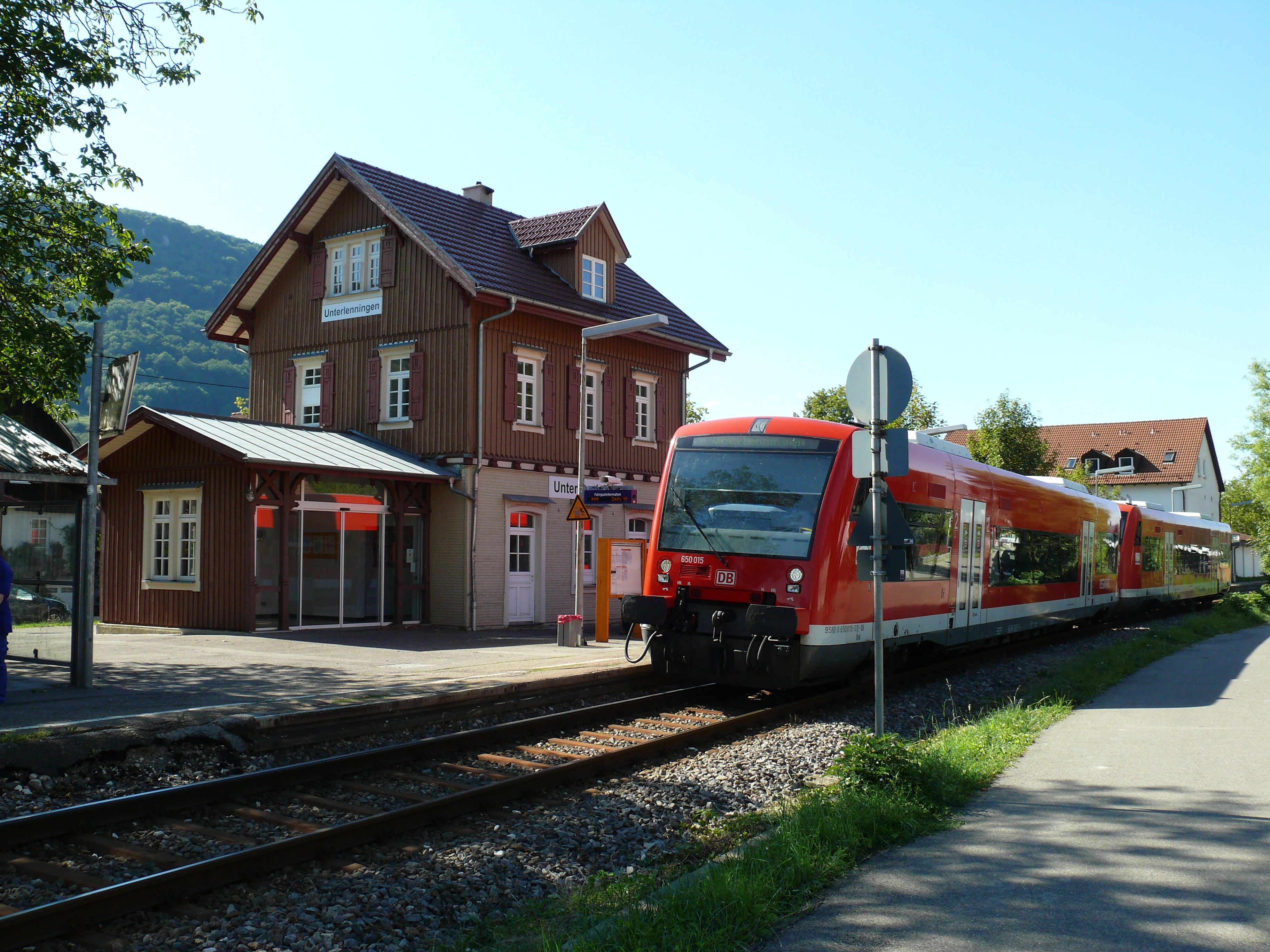
Haltepunkt Unterlenningen
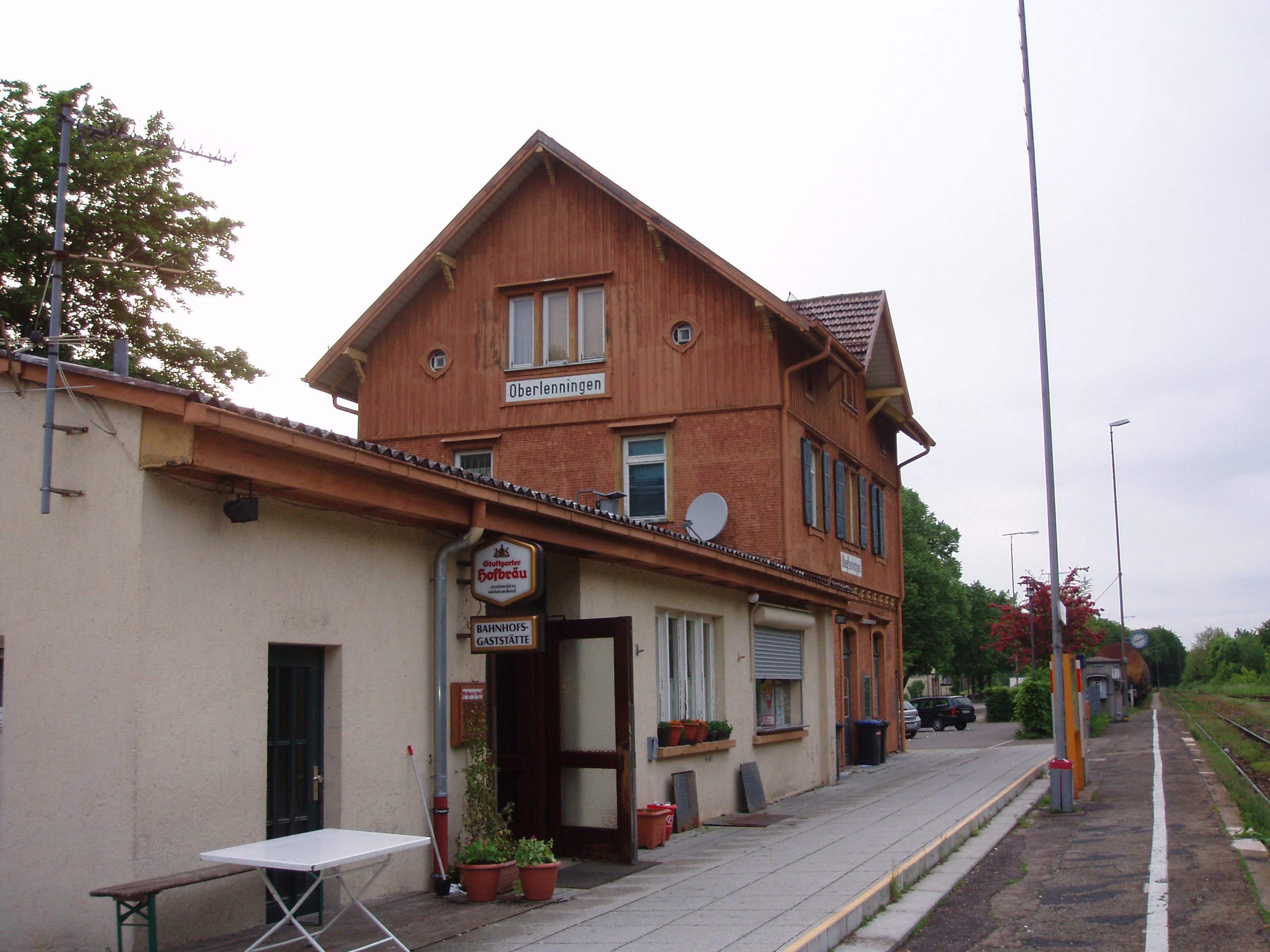
Bahnhof Oberlenningen